# Ann Ronell

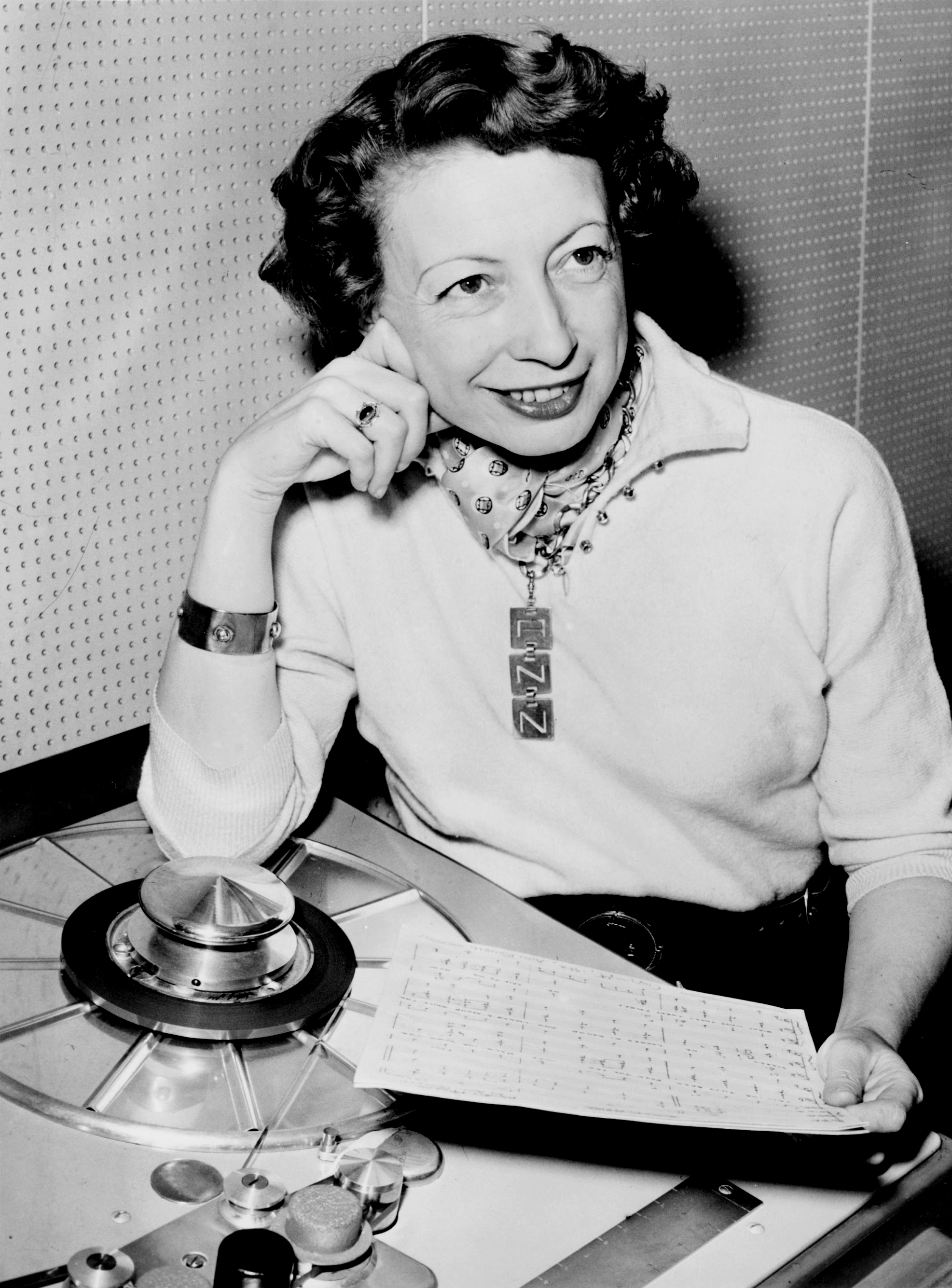
Ann Ronell, 1953

Ann Ronell (* 28. Dezember 1906 oder 1908 in Omaha, Nebraska; † 25. Dezember 1993 in New York City) war eine US-amerikanische Komponistin und Texterin, die durch ihren Jazzstandard „Willow Weep for Me“ (1932) bekannt ist. Mit Dorothy Fields, Dana Suesse und Kay Swift gehörte sie zu den ersten erfolgreichen Hollywood- und Tin-Pan-Alley-Komponistinnen bzw. Librettistinnen.

## Leben und Wirken
Ronell besuchte das Radcliffe College und studierte Musik bei Walter Piston. Später war sie mit dem Produzenten Lester Cowan verheiratet. Sie lebte großteils in New York. Neben der Musik schrieb sie auch Dialoge und Liedtexte zu heute vergessenen Musiktheaterstücken. Auch war sie die erste Dirigentin eines Soundtrack-Orchesters. Sie bildete Sängerinnen und Sänger aus und wirkte als Pianistin bei der Einstudierung von Broadway-Stücken mit.
Ronell war mit Frank Churchill die Autorin des Textes von Disneys erstem Hitsong, „Who's Afraid of the Big Bad Wolf?“ (1933) (für den gleichnamigen Film). 1939 sollte sie zur Vorbereitung eines Musicals nach Paris fahren, was aber durch den Ausbruch des Zweiten Weltkriegs unmöglich wurde. Sie schrieb Text und Musik für das Broadway-Musical Count Me In (1942). Des Weiteren schrieb sie Songs für Filme wie Champagne Waltz (1937) and Blockade (1938) und verfasste ganze Filmmusiken, etwa für das von Cowan produzierte Kriegsfilmdrama Schlachtgewitter am Monte Cassino (Story of G.I. Joe) (1945), war aber auch an der Filmfassung des Weill/Nash-Musicals One Touch of Venus (1948), an Love Happy (1949) sowie an Main Street to Broadway (1953) beteiligt. Ronell wurde für ihren Song Linda und für die Filmmusik zu The Story of G.I. Joe (gemeinsam mit Mitkomponist Louis Applebaum) für einen Oscar nominiert.